# Baptême par immersion
Pour un article plus général, voir Baptême.

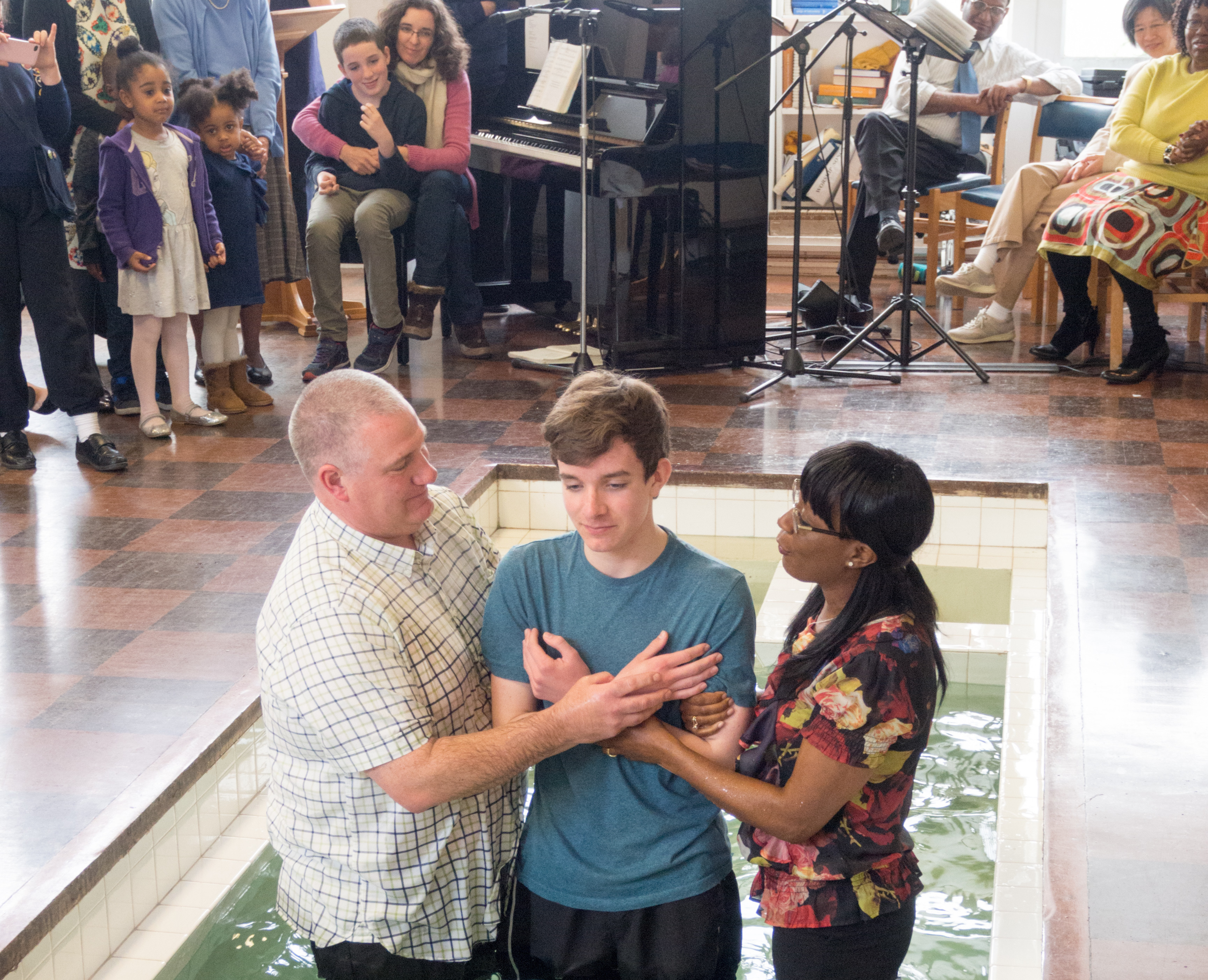
Baptême du croyant par immersion à l'Église baptiste de Northolt Park, dans le Grand Londres, Union baptiste de Grande-Bretagne, 2015.

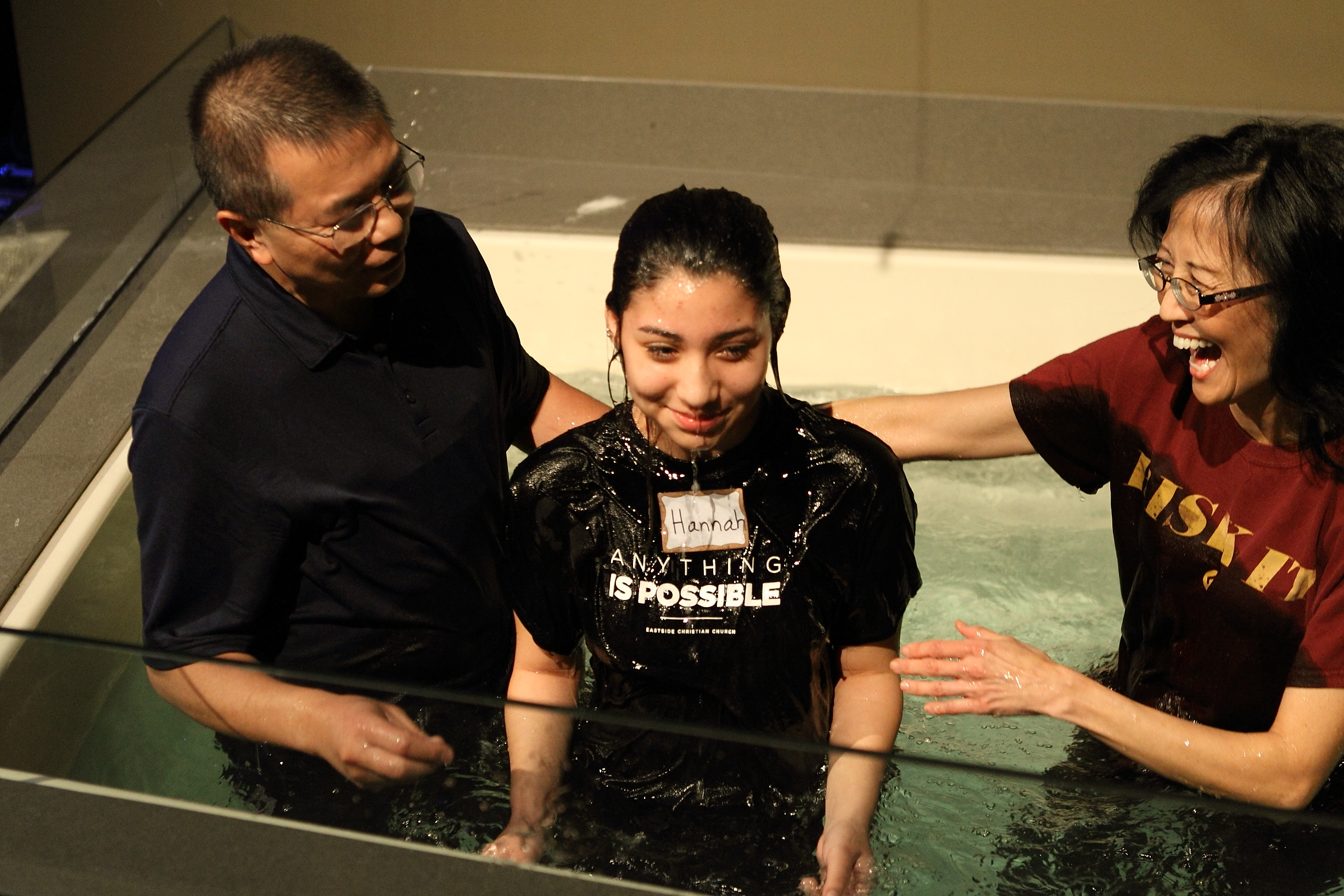
Baptême du croyant par immersion à Eastside Christian Church, Anaheim, États-Unis, 2018.

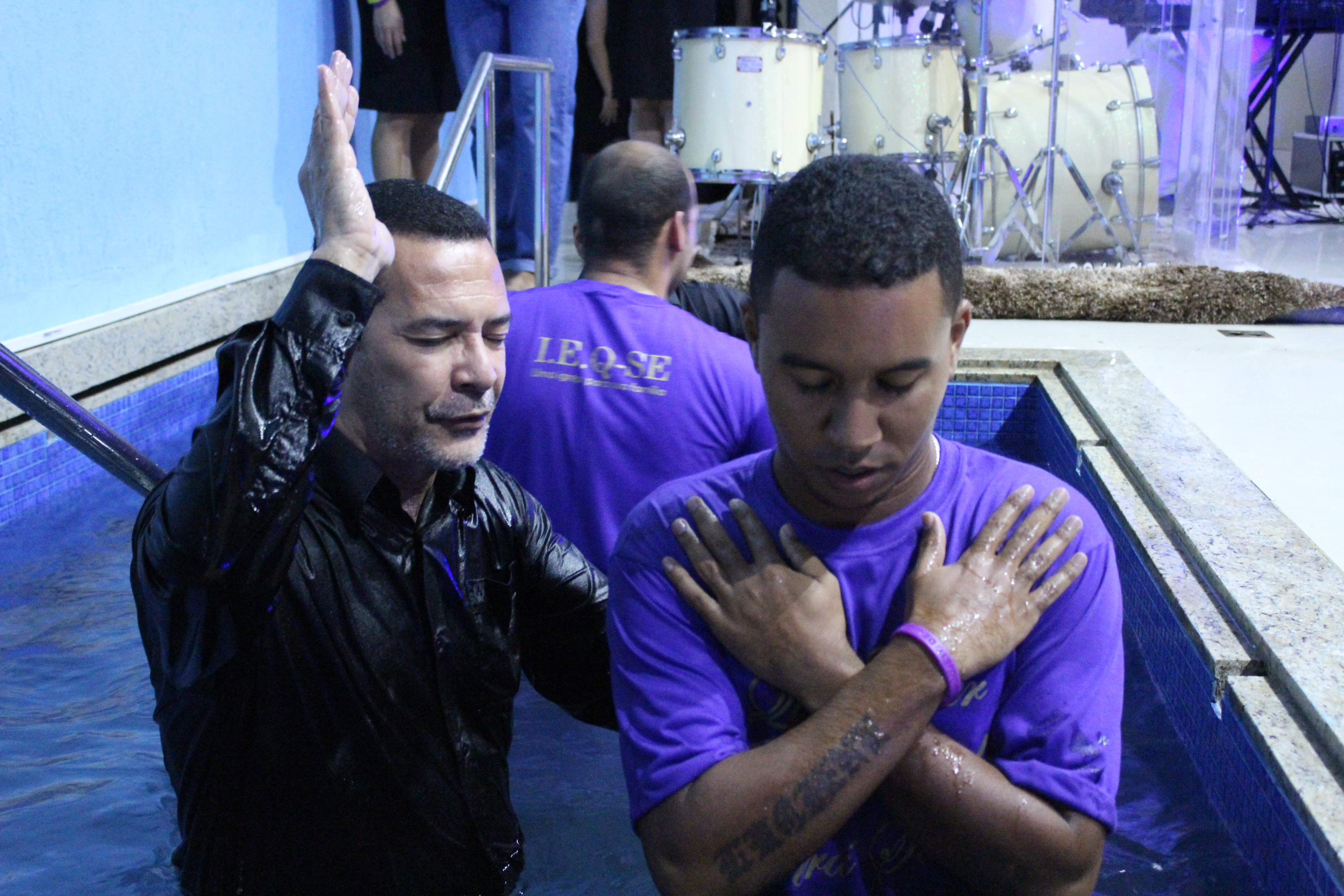
Baptême du croyant par immersion à l'Église Foursquare d’Aracaju, Brésil, 2015.

Le baptême par immersion est une doctrine et un rite chrétiens de baptême. Il fait référence à une expérience de renouvellement spirituel, par laquelle un croyant, après une nouvelle naissance, décide de se faire baptiser par immersion totale dans l’eau, sur sa confession de sa foi. C'est un baptême associé au baptême du croyant et pratiqué principalement par les églises  évangéliques. 

## Origine
Selon certains théologiens évangéliques, le baptême de Jean le Baptiste dans le Jourdain et des apôtres de Jésus-Christ ainsi que dans l’Église primitive, était pratiqué par immersion, en raison de la mention dans la Bible de la recherche de points d’eau pour l’administrer. Si l’immersion dans beaucoup d’eau n’était pas nécessaire, les disciples auraient pu transporter de l’eau pour baptiser le croyant. Certains soulignent également la mention de l’Évangile selon Marc où il est dit que Jésus-Christ est sorti de l’eau après son baptême.  De plus selon le grec qui est la langue du Nouveau Testament, le mot baptiser vient de baptizo, qui veut dire "tremper" ou "immerger" .

## Caractéristiques

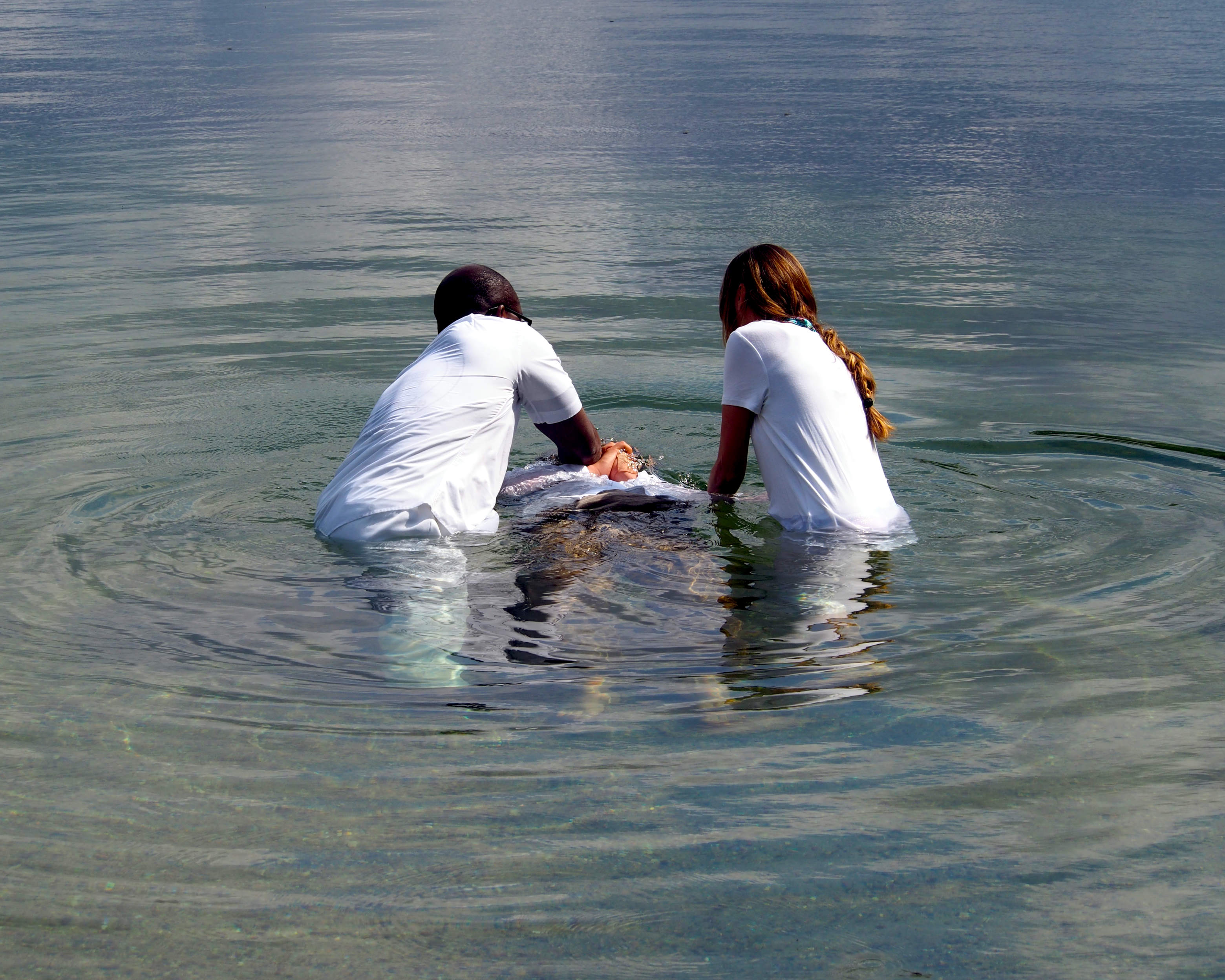
Baptême dans un lac à Ludwigshafen en Allemagne.

Le baptême a lieu par immersion totale dans l'eau, après la nouvelle naissance et la profession de foi.  Le croyant est plongé dans l’eau en symbole de sa mort spirituelle et sa résurrection est symbolisée lorsqu’il ressort de l’eau.

## Histoire
Au XVIe siècle, certains groupes anabaptistes à l’origine du retour de la pratique du baptême du croyant, dispensaient un baptême par immersion totale, mais la majorité des anabaptistes pratiquent le baptême par aspersion jusqu'à ce jour.  Dans les années qui suivent les débuts du baptisme de 1609, le baptême par immersion devient la seule forme légitime d’administration du baptême dans les églises du mouvement . Le mouvement  pentecôtiste de 1906 adoptera également cette croyance. 

## Objections théologiques
Les partisans du baptême par aspersion ou affusion relatent que selon certains écrits historiques, le baptême a également été pratiqué par aspersion ou affusion dans l’Église primitive ce qui fait que le baptême par immersion ne peut être la seule forme légitime de baptême.